# Hydrophyllaceae
Famille
Classification APG III (2009)
La famille des Hydrophyllacées regroupe des plantes dicotylédones. Selon Watson & Dallwitz elle comprend 250 espèces réparties en 17 genres. Ce sont principalement des plantes herbacées, annuelles, bisannuelles ou pérennes ou des arbustes parfois épineux largement répandus dans les régions tempérées à tropicales.
En France on rencontre la phacélie (Phacelia tanacetifolia), une plante mellifère annuelle, d'origine nord-américaine, à floraison bleue, cultivée comme couvert végétal sur les terres en jachère et qui s'est plus ou moins naturalisée.

## Étymologie
Le nom vient du genre Hydrophyllum, composé du grec ancien ὑδρο- (húdro-) « eau » et φύλλον (phúllon) « feuille », littéralement « feuille d'eau ».

## Classification
La classification phylogénétique APG II (2003), la classification phylogénétique APG III (2009), et la classification phylogénétique APG IV (2016) gardent le genre Hydrolea dans l'ordre des Solanales et en font la famille des Hydroléacées et considèrent le reste des Hydrophyllacées comme une sous-famille des Boraginacées (qui est appelée Hydrophylloideae).
Il semble que de nombreux sites (BioLib, GRIN, NCBI, Tropicos) recommencent à considérer Hydrophyllaceae comme une famille valide.

## Liste des genres
Selon GBIF (3 juin 2022) :
- Draperia
- Ellisia
- Emmenanthe
- Eriodictyon
- Eucrypta
- Hesperochiron
- Howellanthus
- Hydrolaea
- Hydrolea
- Hydrophyllum
- Nemophila
- Phacelia
- Pholistoma
- Reichelea
- Romanzoffia
- Romanzovia
- Romanzowia
- Tricardia
- Wigandia

Selon ITIS (3 juin 2022) :
- Draperia
- Ellisia
- Emmenanthe
- Eriodictyon
- Eucrypta
- Hesperochiron
- Howellanthus
- Hydrophyllum
- Nemophila
- Phacelia
- Pholistoma
- Romanzoffia
- Tricardia

Selon NCBI (3 juin 2022) :
- Draperia
- Ellisia
- Emmenanthe
- Eriodictyon
- Eucrypta
- Hesperochiron
- Hydrophyllum
- Nemophila
- Phacelia
- Pholistoma
- Romanzoffia
- Tricardia

Selon DELTA Angio (3 juin 2022) :
- Codon
- Draperia
- Ellisia
- Emmenanthe
- Eriodictyon
- Eucrypta
- Hesperochiron
- Hydrolea
- Hydrophyllum
- Nama
- Nemophila
- Phacelia
- Pholistoma
- Romanzoffia
- Tricardia
- Turricula
- Wigandia